# بادي شولتز
بادي شولتز (بالإنجليزية: Buddy Schultz)‏ هو لاعب كرة قاعدة أمريكي، ولد في 19 سبتمبر 1950 في كليفلاند في الولايات المتحدة.

## وصلات خارجية
- بادي شولتز على موقع دوري كرة القاعدة الرئيسي (الإنجليزية)
- بادي شولتز على موقعبيزبول رفرنس.كوم (الدوري الرئيسي) (الإنجليزية)
- بادي شولتز على موقعبيزبول رفرنس.كوم (الدوري الثانوي) (الإنجليزية)
- بادي شولتز على موقع إي إس بي إن.كوم (أم.أل.بي) (الإنجليزية)
- بادي شولتز على موقع مشجعي الرسوم البيانية (الإنجليزية)